# 厳林義
厳 林義（朝鮮語: 엄임의）は、中国唐の文官であり、朝鮮氏族の寧越厳氏の始祖である。
中国唐出身で、新羅景徳王時代に唐玄宗の波楽使として新羅に派遣されたが、唐で政変が起きたため、奈城郡に安住することとなった。